# Багерове (авіабаза)
Авіабаза Багерове  — авіабаза в Багерове, Крим (Україна). Розташована за 3 км на північний захід від селища Багерове, за 14 км на північний захід від міста Керч. Аеродром «Багерове» є позакласним аеропортом, в якому можуть розміститися літаки всіх типів. З 1996 року аеродром не експлуатується (покинутий).

## Історія
В часи Другої світової війни на аеродромі базувалися частини 52-ї винищувальної ескадри (Jagdgeschwader 52).
71-й полігон ВПС був створений у районі кримського селища Багерове згідно з Постановою Ради Міністрів СРСР від 21 серпня 1947 року з метою авіаційного забезпечення проведення повітряних ядерних випробувань і відпрацювання технічних засобів доставки ядерних зарядів, якими в той час могла бути тільки авіація. Перші атомні заряди розроблялися для авіаційних бомб, що дозволяють використання їх з далекого бомбардувальника Ту-4.
Термін формування і обладнання полігону був прив'язаний до літа 1949 року, коли планувалося перше випробування ядерного заряду на Семипалатинському полігоні. До складу полігону входили три авіаційних полки: 35-й окремий змішаний бомбардувальний, 513-й винищувальний і 647-й.
В 1951–1952 тут відпрацьовувалася система радіонаведення літаків-снарядів на ціль. У випробуваннях брали участь льотчики-випробувачі Сергій Анохін, Федір Бурцев, Султан Ахмет-Хан і Василь Павлов. Як ціль використовувався крейсер Чорноморського флоту «Червоний Кавказ», що курсував за 20—30 км від південного берега Криму, в районі мису Чауда. В результаті вдалих випробувань крейсер був потоплений в цьому районі.
У 1970—1980-ті роки в Багерові 288-й винищувальний авіаполк служив навчальною базою Ворошиловградського Вищого військового авіаційного училища штурманів, що готувало штурманів для бомбардувальної, транспортної та морської авіації. Аеродром й училище виконували роль центру перепідготовки штурманів після училищ всього СРСР.
У 1990–2000 колись потужний військово-технічний і промисловий центр занепав: занедбані казарми, склади, руїни будівель.
Для зльоту і посадки важких ракетоносців в Багерово була побудована злітно-посадкова смуга шириною 100 метрів і довжиною 3,5 кілометра. Смуга була зроблена з міцного бетону і досі знаходиться в відмінному стані.
Смуга була однією з трьох найміцніших в країні, яка будувалася в рамках проєкту створення космічного корабля багаторазового використання «Буран». Передбачалося, що ця смуга буде використовуватися в разі аварійної посадки «Бурана». Два інших аналогічних об'єкту знаходяться на космодромі Байконур і на Далекому Сході.
16 травня 2012 року на сайті Фонду Майна АРК був виставлений лот на продажу комплекса злітно-посадочної смуги Багеровського аеродрому.
29 травня 2012 року аеродром був проданий за 13 млн. 300 тис. гривень (~ 1.5 млн доларів США) на аукціоні, проведеному 29 травня Фондом держмайна Криму, ТОВ «Лама» із Керчі, що зареєстроване в 2003 році у Керчі, спеціалізується на оптовій торговлі будівельними матеріалами.
За різними оцінками одні тільки плити злітної смуги можуть бути продані за млн гривень. До 10 вересня 2012 року було розібрано 2 км смуги із 4,5 км.